# Eleições estaduais no Espírito Santo em 2018
As eleições estaduais no Espírito Santo em 2018 foram realizadas em 7 de outubro como parte das eleições gerais no Brasil. Os eleitores aptos a votar elegeram seus representantes na seguinte proporção: dez deputados federais, dois senadores e trinta deputados estaduais. Também escolheram o presidente da República e o governador do Estado para o mandato que se inicia em 1 de janeiro de 2019 e termina em 31 de dezembro de 2022. No pleito realizado em 7 de outubro, o candidato Renato Casagrande, do PSB, foi eleito recebendo 1.072.224 votos (55,50% dos votos válidos), sendo o segundo colocado Carlos Manato, do PSL, que recebeu 525.973 votos (27,22% dos votos válidos). Para a representação do estado no Senado Federal, foram eleitos Fabiano Contarato, da REDE (1.117.036 votos, 31,15% dos votos válidos) e Marcos do Val, do PPS (863.359 votos, 24,08% dos votos válidos).

## Candidatos

### Governador
| Candidato(a) a governador(a) | Candidato(a) a governador(a) | Candidato(a) a governador(a) | Candidato(a) a vice-governador(a) | Número | Coligação/Partido | |
| ---------------------------- | ---------------------------- | ---------------------------- | --------------------------------- | ------ | --- | --- |
|                              |                              | André Moreira PSOL           | Adriana PSOL                      | 50     | Frente de Esquerda Socialista (PSOL, PCB)                                                                               | Frente de Esquerda Socialista (PSOL, PCB)                                                                               |
|                              |                              | Aridelmo Teixeira PTB        | Jéssica Polese PTB                | 14     | Inovação Com Competência (PTB, PMB)                                                                                     | Inovação Com Competência (PTB, PMB)                                                                                     |
|                              |                              | Carlos Manato PSL            | Rogério Zamperlini PSL            | 17     | Em Defesa da Vida e da Família (PSL, PR, PRB)                                                                           | Em Defesa da Vida e da Família (PSL, PR, PRB)                                                                           |
|                              |                              | Jackeline Rocha PT           | Cléber Lanes PT                   | 13     | PT (sem coligação) | PT (sem coligação) |
|                              |                              | Renato Casagrande PSB        | Jacqueline Moraes PSB             | 40     | Espírito Santo Mais Igual (PSB, PPS, PSDB, PHS, PROS, PV, PSC, AVANTE, PTC, PP, PCdoB, DEM, PDT, PPL, DC, SD, PRP, PSD) | Espírito Santo Mais Igual (PSB, PPS, PSDB, PHS, PROS, PV, PSC, AVANTE, PTC, PP, PCdoB, DEM, PDT, PPL, DC, SD, PRP, PSD) |
|                              |                              | Rose de Freitas PODE         | Dr. Tanguy PODE                   | 19     | Um Novo Caminho Para o Espírito Santo (PODE, PRTB, REDE, MDB, PATRI, PMN)                                               | Um Novo Caminho Para o Espírito Santo (PODE, PRTB, REDE, MDB, PATRI, PMN)                                               |

### Senadores
| Candidato(a) a senador | Candidato(a) a senador | Candidato(a) a senador | Candidatos a suplente                                        | Número | Coligação/Partido |
| ---------------------- | ---------------------- | ---------------------- | ------------------------------------------------------------ | ------ | --- |
|                        |                        | Célia Tavares PT       | 1º: Perly Cipriano (PT) 2º: Maria Luiza Casotti (PT)         | 131    | PT (sem coligação) |
|                        |                        | Fabiano Contarato REDE | 1º: Ana Paula Tongo (MDB) 2º: Bento Porto (REDE)             | 181    | Um Novo Caminho Para o Espírito Santo (PODE, PRTB, REDE, MDB, PATRI, PMN)                                               |
|                        |                        | Hélder Carnelli PTB    | 1º: Roberto Martins (PTB) 2º: Nilo Franco (PTB)[A]           | 144    | Inovação Com Competência (PTB, PMB)                                                                                     |
|                        |                        | Rogério Bernardo PMB   | 1º: Cintia Teixeira (PMB)[B] 2º: Vagner Tonetto (PMB)        | 355    | Inovação Com Competência (PTB, PMB)                                                                                     |
|                        |                        | Lio Katrine PSOL       | 1º: Tony Cabano (PSOL) 2º: Wilson Junior (PSOL)              | 500    | Frente de Esquerda Socialista (PSOL, PCB)                                                                               |
|                        |                        | Mauro Ribeiro PCB      | 1º: Manoel Tavares (PCB) 2º: Dinho da Silva (PCB)            | 211    | Frente de Esquerda Socialista (PSOL, PCB)                                                                               |
|                        |                        | Magno Malta PR         | 1º: Carlos Salvador (PR) 2º: Moabe Souza (PR)                | 222    | Em Defesa da Vida e da Família (PSL, PR, PRB)                                                                           |
|                        |                        | Subtenente Assis PSL   | 1º: Sargento Robson (PSL) 2º: Flávio Mello Sant'ana (PSL)    | 177    | Em Defesa da Vida e da Família (PSL, PR, PRB)                                                                           |
|                        |                        | Marcos do Val PPS      | 1º: Rosana Foerst (PPS) 2º: Ronaldo Libardi (PPS)            | 234    | Espírito Santo Mais Igual (PSB, PPS, PSDB, PHS, PROS, PV, PSC, AVANTE, PTC, PP, PCdoB, DEM, PDT, PPL, DC, SD, PRP, PSD) |
|                        |                        | Ricardo Ferraço PSDB   | 1º: Eutemar Venturim (PSDB)[C] 2º: Jurandy Loureiro (PHS)[D] | 456    | Espírito Santo Mais Igual (PSB, PPS, PSDB, PHS, PROS, PV, PSC, AVANTE, PTC, PP, PCdoB, DEM, PDT, PPL, DC, SD, PRP, PSD) |
|                        |                        | Ulisses Pincelli NOVO  | 1º: Giuliano Sandri (NOVO) 2º: Fred Esteves (NOVO)           | 300    | NOVO (sem coligação) |

[A] - Substituto de Vinicius Santos (PTB).
[B] - Substituto de Ademar Morais (PMB).
[C] - Substituto de Diego Libardi (DEM).
[D] - Substituto de Ricardo Cordeiro (DEM).

## Pesquisas de intenção de voto

### Governo do Estado
| Período da pesquisa | Instituto | Margem de erro | Candidato        | Candidato   | Candidato    | Candidato      | Candidato      | Candidato      | Brancos ou Nulos | Nenhum ou Não sabe |
| Período da pesquisa | Instituto | Margem de erro | Casagrande (PSB) | Rose (PODE) | Manato (PSL) | Moreira (PSOL) | Teixeira (PTB) | Jackeline (PT) | Brancos ou Nulos | Nenhum ou Não sabe |
| ------------------- | --------- | -------------- | ---------------- | ----------- | ------------ | -------------- | -------------- | -------------- | ---------------- | ------------------ |
| 15/08 a 17/08/2018  | Ibope     | ±3%            | 54%              | 13%         | 4%           | 1%             | 1%             | 1%             | 17%              | 9%                 |
| 05/09 a 07/09/2018  | Ibope     | ±3%            | 63%              | 11%         | 14%          | 2%             | 4%             | 6%             | 5%               | 4%                 |

### Senado Federal
Levando em conta que para o senado o eleitor irá votar duas vezes, as pesquisas possuem um universo de 200%.
| Período da pesquisa | Instituto | Margem de erro | Candidato  | Candidato      | Candidato        | Candidato    | Candidato    | Candidato     | Candidato   | Candidato      | Candidato      | Candidato       | Candidato      | Brancos ou Nulos | Não sabe |
| Período da pesquisa | Instituto | Margem de erro | Malta (PR) | Ferraço (PSDB) | Contarato (REDE) | Marcos (PPS) | Tavares (PT) | Ribeiro (PCB) | Assis (PSL) | Bernardo (PMB) | Carnelli (PTB) | Pincelli (NOVO) | Katrine (PSOL) | Brancos ou Nulos | Não sabe |
| ------------------- | --------- | -------------- | ---------- | -------------- | ---------------- | ------------ | ------------ | ------------- | ----------- | -------------- | -------------- | --------------- | -------------- | ---------------- | -------- |
| 05/09 a 07/09/2018  | Ibope     | ±3%            | 48%        | 40%            | 16%              | 9%           | 5%           | 5%            | 4%          | 2%             | 2%             | 1%              | 1%             | 32%              | 35%      |

## Resultados

### Governador
| Candidato(a)            | 1º turno 7 de outubro de 2018 | 1º turno 7 de outubro de 2018 |
| Candidato(a)            | Total                         | Percentagem                   |
| ----------------------- | ----------------------------- | ----------------------------- |
| Renato Casagrande (PSB) | 1 072 224                     | 55,5%                         |
| Carlos Manato (PSL)     | 525 973                       | 27,22%                        |
| Jackeline Rocha (PT)    | 142 654                       | 7,38%                         |
| Rose de Freitas (PODE)  | 105 754                       | 5,47%                         |
| Aridelmo Teixeira (PTB) | 62 821                        | 3,25%                         |
| André Moreira (PSOL)    | 22 875                        | 1,18%                         |
| Total de votos válidos  | 1 932 301                     | 86,92%                        |
| Votos em branco         | 114.918                       | 5,17%                         |
| Votos nulos             | 175 988                       | 7,92%                         |
| Total de votos          | 2 223 207                     | 92,09%                        |
| Abstenções              | 530 378                       | 19,26%                        |
| Total de inscritos      | 2 753 585                     | 100%                          |

| Partido | Partido | Candidato  | Votos     | Votos (%) |
| ------- | ------- | ---------- | --------- | --------- |
|         | PSB     | Casagrande | 1 072 224 | 55,49%    |
|         | PSL     | Manato     | 525 973   | 27,22%    |
|         | PT      | Jackeline  | 142 654   | 7,38%     |
|         | PODE    | Rose       | 105 754   | 5,47%     |
|         | PTB     | Aridelmo   | 62 821    | 3,25%     |
|         | PSOL    | André      | 22 875    | 1,18%     |
| Totais  | Totais  | Totais     | 1 932 301 |           |

### Senadores
| Candidato(a)             | Resultado 7 de outubro de 2018 | Resultado 7 de outubro de 2018 |
| Candidato(a)             | Total                          | Percentagem                    |
| ------------------------ | ------------------------------ | ------------------------------ |
| Fabiano Contarato (REDE) | 1 117 036                      | 31,15%                         |
| Marcos do Val (PPS)      | 863 359                        | 24,08%                         |
| Magno Malta (PR)         | 611 284                        | 17,05%                         |
| Ricardo Ferraço (PSDB)   | 480 122                        | 13,39%                         |
| Subtenente Assis (PSL)   | 247 165                        | 6,89%                          |
| Célia Tavares (PT)       | 164 845                        | 4,60%                          |
| Ulisses Pincelli (NOVO)  | 37 119                         | 1,04%                          |
| Liu Katrine (PSOL)       | 24 496                         | 0,68%                          |
| Helder Carnielli (PTB)   | 22 844                         | 0,64%                          |
| Rogerio Bernardo (PMB)   | 9 531                          | 0,27%                          |
| Mauro Ribeiro (PCB)      | 8 287                          | 0,23%                          |
| Total de votos válidos   | 3 586 088                      | 80,65%                         |
| Votos em branco          | 346 395                        | 7,79%                          |
| Votos nulos              | 513 931                        | 11,56%                         |
| Total de votos           | 4 446 414                      | 88,44%                         |
| Abstenções               | 530 378[A]                     | 19,26%                         |
| Total de inscritos       | 4 976 792                      | 100%                           |

[A] - O número de abstenções corresponde à quantidade de eleitores faltantes. O número de votos não efetuados devido às abstenções é o dobro do valor indicado, já que cada eleitor dispunha de dois votos para o cargo de Senador.

### Deputados federais
| Nome              | Partido | Votação | Percentual |
| Amaro Neto        | PRB     | 181.813 | 9,41%      |
| Felipe Rigoni     | PSB     | 84.405  | 4,37%      |
| Josias da Vitória | PPS     | 74.787  | 3,87%      |
| Helder Salomão    | PT      | 73.384  | 3,80%      |
| Sérgio Vidigal    | PDT     | 73.030  | 3,78%      |
| Soraya Manato     | PSL     | 57.741  | 2,99%      |
| Norma Ayub        | DEM     | 57.156  | 2,96%      |
| Paulo Foletto     | PSB     | 55.957  | 2,89%      |
| Lauriete          | PR      | 51.983  | 2,69%      |
| Evair de Melo     | PP      | 48.412  | 2,50%      |